# Координационный совет общественной безопасности
Координационный совет общественной безопасности (исп. Consejo Coordinador de Seguridad Pública), также Офис (исп. La Oficina) — чилийская спецслужба 1991—1993. Действовал при христианско-демократическом президенте Патрисио Эйлвине — в переходный период восстановления демократии после многолетнего военного режима. Координировал полицию, карабинеров и военные спецслужбы. Главная задача «Офиса» — подавление ультралевого терроризма — была эффективно решена в относительно короткий срок. Оперативное руководство борьбой с леворадикальным террористическим подпольем осуществлял секретарь CCSP социалист Марсельо Шиллинг.

## Создание
11 марта 1990 в должность президента Чили вступил Патрисио Эйлвин — представитель Христианско-демократической партии (ХДП), законно избранный на выборах 1989. Прекратилась деятельность Правительственной хунты. Завершился почти семнадцатилетний период военной диктатуры Аугусто Пиночета. Генерал Пиночет оставался главнокомандующим вооружёнными силами Чили, но оставил политическую власть. Несколько ранее, 22 февраля 1990, была расформирована тайная полиция военного режима — Национальный центр информации (СЕНИ), сотрудники перешли на службу в армейскую разведку.
Политическая обстановка в Чили оставалась напряжённой. Ультралевые подпольные организации — FPMR, MIR, MJL — не признавали демократического транзита и вели «национал-патриотическую войну» против нового правительства. Только за 1990 они совершили 605 террористических актов, в результате которых 14 человек погибли и 64 получили ранения. Были убиты полковник-карабинер Луис Фонтен, бывший телохранитель Пиночета Виктор Валенсуэла, ранен бывший член хунты Густаво Ли, похищен предприниматель Кристиан Эдвардс. 1 апреля 1991 боевики FPMR расстреляли сенатора Хайме Гусмана — крупного политика крайне правых взглядов, в недавнем прошлом ведущего идеолога хунты, автора Конституции 1980 года.
Убийство Гусмана вызвало серьёзный резонанс. Похороны вылились в многотысячную манифестацию правых сил. Звучали призывы «Пиночет, возвращайся! Пиночет, спаси Чили снова!» Позиции правительства Эйлвина заметно пошатнулись. Обуздание ультралевого терроризма стало критически важным. Эту задачу президент поставил перед заместителем министра внутренних дел христианским демократом Белисарио Веласко. Имелось в виду также пресечение ультраправого подполья, многочисленных пиночетистских «comando», связанных с отдельными секторами бывших СЕНИ и ДИНА — но гораздо больше опасность представляли FPMR, MIR, MJL.
Через семнадцать дней после убийства Гусмана министр внутренних дел Энрике Краусс издал соответствующий приказ — Декрет 363 (акт подписали также заместитель министра внутренних дел Энрике Корреа и министр обороны Патрисио Рохас, завизировал Белисарио Веласко). 26 апреля 1991 учредился Координационный совет общественной безопасности (CCSP), чаще называемый La Oficina — Офис.

## Структура
Декрет 363 определял CCSP как специальный орган МВД для координации политики безопасности и расследований террористической деятельности. Руководил CCSP президент через министра внутренних дел. В задачу вменялась подготовка аналитических материалов, законопроектов и административных мер антитеррористического характера, информационная и оперативная координация Корпуса карабинеров и Следственной полиции.
В состав CCSP вошли Марио Фернандес Баэса (правительственный госсекретарь по авиации), Хорхе Бургос Варела (начальник канцелярии МВД — кабинета министра Краусса), Исидро Солис Пальма (командующий жандармерией), Хуан Фьельдоусе Чавес (старший инспектор Следственной полиции), Эрнан Арангуа Вальдвиа (генерал Корпуса карабинеров), Марсельо Шиллинг Родригес (член ЦК Социалистической партии Чили).
Политическое руководство осуществляли гражданские члены CCSP. Председателем Совета был назначен Марио Фернандес Баэса, заместителем-координатором — Хорхе Бургос, секретарём — Марсельо Шиллинг. Фернандес Баэса и Бургос представляли правое крыло ХДП, входили в окружение президента Эйлвина. Левый социалист Шиллинг принадлежал к другому политическому лагерю: сподвижник Клодомиро Альмейды, при правительстве Народного единства одно время он возглавлял Группу личных друзей — охрану Сальвадора Альенде. Годы диктатуры провёл в эмиграции, активно выступал против Пиночета.
Именно Шиллинг, с его связями в левой среде и некоторым опытом секьюрити (крайне ограниченным, по собственной оценке), стал фактическим руководителем Офиса. Его кандидатуру предложили влиятельные социалисты из администрации Эйлвина — Энрике Корреа, заместитель президентского секретаря Рикардо Солари, заместитель министра регионального развития Гонсало Мартнер. Их поддержал Белисарио Веласко. Назначение Шиллинга вызвало яростную враждебность леворадикалов, обвинения в измене и угрозы убийства. Сам он относился к этому спокойно и даже пренебрежительно. Впоследствии Шиллинг говорил, что продолжение левацкого террора неизбежно вернуло бы к власти Пиночета, ликвидация этих группировок была необходима для защиты демократии.
Офис не имел постоянного штата сотрудников. Оперативные мероприятия проводились с опорой на полицию, карабинеров, разведорганы армии, авиации и флота. По ряду признаков, для консультаций привлекались опытные специалисты СЕНИ. Непосредственно оперативную работу организовал аналитик разведки Оскар Карпентер — бывший боевик-социалист, хорошо знавший вооружённое подполье.

## Деятельность
Оперативные схемы Офиса основывались на вербовке осведомителей, внедрении агентуры и внезапных арестах. Официально признан лишь один информатор Офиса — активист FPMR Агдалин Валенсуэла. Остальные причислялись к военным спецслужбам. (В 1995 Валенсуэла был убит бывшими соратниками. Марсельо Шиллинг называл Валенсуэлу «героем демократии».) Подпольные ячейки инфильтровывались агентами, оказывались полностью засвечены, после чего проводились полицейские и карабинерские зачистки. Действия Офиса отличались эффективностью и жёсткостью. Критики утверждали, что методы спецслужбы демократического транзита мало отличались от пиночетовской тайной полиции. Известны случаи применения пыток для получения информации (с последующим допросом у Шиллинга).
Уже осенью 1991 — весной 1992 были нанесены сильные удары по террористическим группировкам, арестованы участники похищения Эдвардса, убийства Гусмана, других резонансных терактов. К осени 1992 террористическая волна была сбита, подполье в целом подавлено. Марсельо Шиллинг подал президенту Эйлвину заявление об отставке: «Дон Патрисио, всё решено, дальше делать нечего». Впоследствии он отмечал, что проблему терроризма в Чили удалось снять всего за полтора года.
Политический терроризм дезактуализировался, но на первый план выдвигалась проблема криминала. Опасные масштабы приобретала оргпреступность. Приоритеты правоохраны менялись. Борьба с криминальными сообществами требовала иной концепции, иных методов и кадров. 18 ноября 1992 в должность секретаря CCSP вступил профессор Чилийского университета специалист-криминолог Уго Фрулинг Эрлих. Постепенно антикриминальная работа отходила в ведение «обычной» полиции.
CCSP изначально создавался как временная структура для чрезвычайной ситуации. Спад напряжённости, постепенное прекращение «национально-патриотической войны» изменили положение. Решено было создать новую службу общественной безопасности, гражданской разведки и контрразведки. 26 апреля 1993 был издан и 30 апреля 1993 вступил в силу Декрет 599, подписанный президентом Эйлвином, министрами Крауссом и Рохасом: в связи с учреждением Управления общественной безопасности и информации (DISPI) прежний CCSP подлежал расформированию.
Исследователи отмечают значительное сходство целей и методов CCSP и СЕНИ. Антитеррористические задачи обеих спецслужб действительно создавали определённую общность. Но существовали и принципиальные различия. CCSP не имел идеологической составляющей и боролся с политическим насилием как таковым — тогда как для СЕНИ была характерна антикоммунистическая заострённость, в уставные задачи входило подавление марксизма-ленинизма. Концепция СЕНИ формулировалась как защита национальной безопасности, концепция CCSP — обеспечение общественной безопасности. CCSP не претендовал на политическую власть и не устанавливал контроль над обществом, что было характерно для СЕНИ и ДИНА в годы диктатуры Пиночета.